# ألبرت تاكر (سياسي)
ألبرت تاكر (بالإنجليزية: Albert Tucker) هو سياسي أسترالي، ولد في 16 مارس 1843 في أستراليا، وتوفي في 8 مايو 1902. انتخب عضو الجمعية التشريعية فيكتوريا.